# Gervasio di Bazoches
Gervasio di Bazoches (... – Damasco, 1108) fu principe di Galilea dal 1105/1106 fino alla sua morte.
Nato in una nobile famiglia francese, raggiunse la Terra Santa, dove il re Baldovino I di Gerusalemme lo nominò siniscalco poco dopo il 1100 e lo nominò principe di Galilea nel 1105/1106. Gervase fu catturato durante un'incursione da Toghtigin, atabeg di Damasco, che lo fece giustiziare dopo che Baldovino I si rifiutò di cedere tre città importanti in cambio della liberazione di Gervasio.

## Biografia

### Primi anni

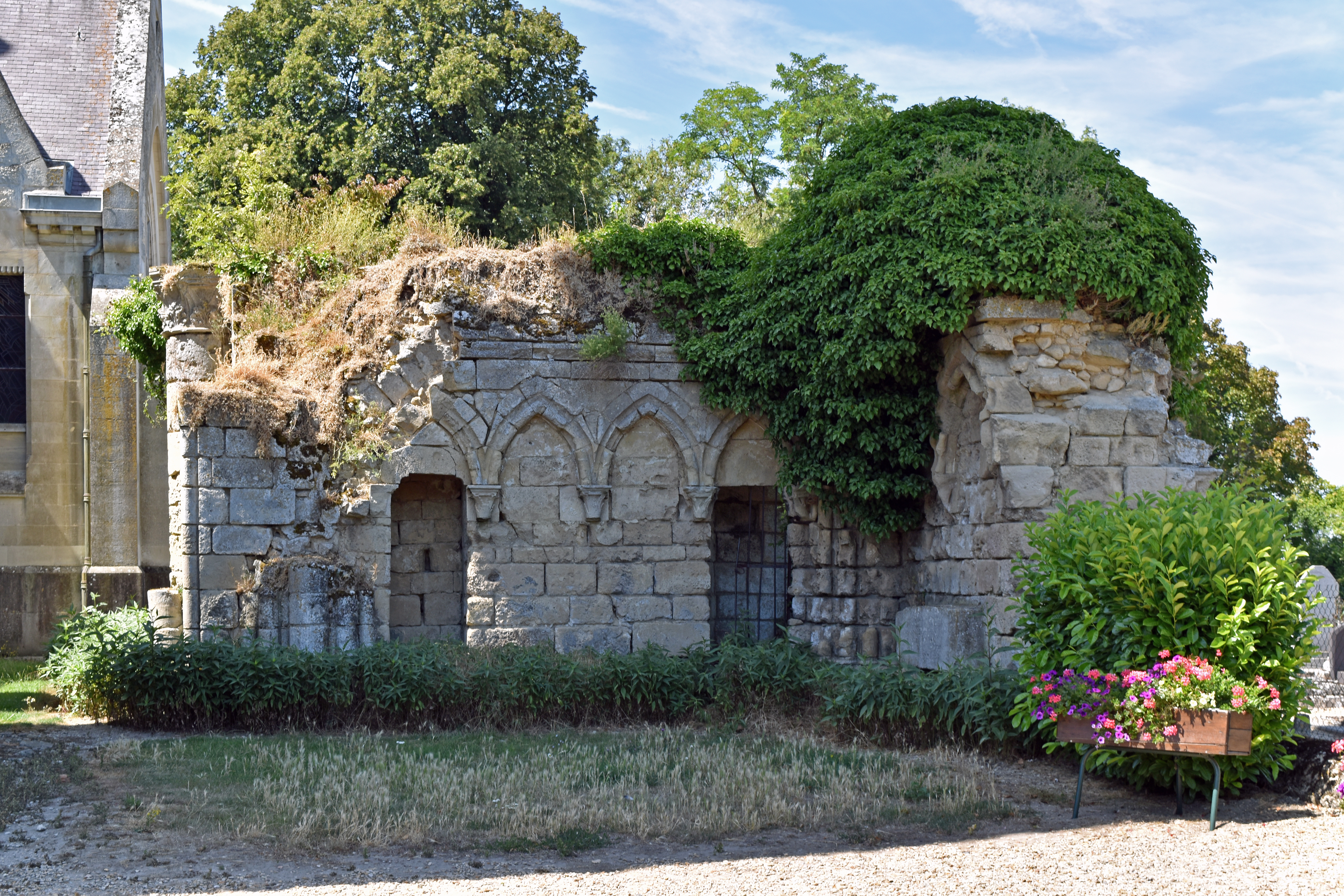
Rovine della chiesa di Mont-Notre-Dame

Il contemporaneo Guiberto di Nogent descrive Gervasio come un "cavaliere [...] di sangue nobile, del castello di Basilcas a Soissons». Alberto di Aquisgrana si riferisce a Gervasio dicendo di lui che fosse «un uomo famoso e molto nobile che nacque nel regno della Francia occidentale». Il fratello di Gervasio, Ugo, era signore di Bazoches-sur-Vesles, un piccolo insediamenti nei pressi di Soissons, ed erano imparentati con i signori di Milly. Gervasio era l'advocatus della chiesa di Mont-Notre-Dame prima di recarsi in Terra Santa.

### Principe di Galilea
Gervasio divenne un membro importante della corte reale nel regno di Gerusalemme. Figura tra i testimoni di un documento redatto da Baldovino I di Gerusalemme come Gervasius dapifer (o siniscalco) nel 1104. Dopo che Ugo di Saint Omer, principe di Galilea, perse la vita dopo essere caduto vittima di un'imboscata durante un'incursione compiuta alla fine del 1105 o all'inizio del 1106, il re assegnò la Galilea a Gervasio. Nel 1106, i musulmani di Tiro attaccarono la fortezza galilea di Toron mentre Toghtigin, atabeg di Damasco, fece irruzione nella regione di Tiberiade, ma non riuscirono a compiere molti progressi. Baldovino e gli inviati di Toghtigin firmarono un armistizio, ponendo fine temporaneamente alle devastazioni musulmane contro la Galilea.
Toghtigin invase di nuovo la Galilea e catturò Gervasio e i suoi seguaci alle porte di Tiberiade all'inizio del 1108. Egli chiese poi per liberarlo Acri, Haifa e Tiberiade come riscatto da Baldovino, che era disposto a pagare soltanto una grossa somma di denaro, senza rinunciare ad alcuna acquisizione territoriale. Indignato per la risposta del re, Toghtigin ordinò che Gervasio fosse giustiziato a Damasco a maggio. Su ordine di Toghtigin, i suoi soldati legarono Gervasio a un albero e gli scagliarono delle frecce finché non morì. I suoi bianchi capelli furono messi su un palo alla testa dell'esercito di Toghtigin, mentre il suo cranio fu convertito in un calice per l'atabeg di Damasco. Dopo la morte di Gervasio, Baldovino concesse il titolo di principe di Galilea a Tancredi d'Altavilla, che aveva detenuto il principato prima di Ugo di Saint Omer. I funzionari reali amministrarono il principato durante il lustro seguente.